# 四国地方整備局
四国地方整備局（しこくちほうせいびきょく）は、国土交通省の地方支分部局である地方整備局の一つ。四国地方4県（香川県・徳島県・愛媛県・高知県）を管轄する。

## 概要
旧建設省・運輸省時代の初めには四国には地方支分部局はなく、1958年（昭和33年）6月に広島市の建設省中国四国地方建設局を分割して香川県高松市に建設省四国地方建設局が置かれたのが最初である（ただし、旧内務省時代には阿波国名東郡徳島に内務省第五区土木監督署があった時代がある）。この当時、運輸省は神戸市にあった第三港湾建設局が四国を含めて管轄していた。2001年（平成13年）1月6日に国土交通省が発足するにあたり、建設省四国地方建設局と運輸省第三港湾建設局の一部を統合して国土交通省四国地方整備局として発足した。
発足当初は本局（旧四国地方建設局）が高松市福岡町に、港湾空港部が高松市番町にそれぞれ置かれていたが、これらを含めた高松市内の地方支分部局の集約のためにサンポート高松に建設された高松サンポート合同庁舎が完成し、2006年（平成18年）12月11日より本局のすべての部門が同庁舎で業務を開始した。

## 組織
- 職員数：1389人 - 本所415人、下部機関974人（2007年7月1日時点）
- 予算：3465億1900万円（2005年度）
- 下部機関数：57 - 事務所21、出張所等36（2007年7月1日時点）

## 出先機関
| 名称                       | 区分                | 管轄区域・施設 | 所在地               |
| -------------------------- | ------------------- | --- | -------------------- |
| 徳島河川国道事務所         | 河川                | 吉野川 | 徳島県徳島市         |
| 徳島河川国道事務所         | 海岸調査            | 徳島県讃岐阿波沿岸、紀伊水道西沿岸及び海部灘沿岸                                                                                          | 徳島県徳島市         |
| 徳島河川国道事務所         | 道路                | 国道11号 国道28号 国道32号 国道55号 国道192号 四国横断自動車道阿南四万十線                                                                | 徳島県徳島市         |
| 那賀川河川事務所           | 河川                | 那賀川 | 徳島県阿南市         |
| 那賀川河川事務所           | ダム管理            | 長安口ダム（那賀川） | 徳島県阿南市         |
| 四国山地砂防事務所         | 砂防                | 吉野川流域 重信川流域 | 徳島県三好市         |
| 香川河川国道事務所         | 河川                | 土器川 | 香川県高松市         |
| 香川河川国道事務所         | 海岸調査            | 香川県讃岐阿波沿岸及び燧灘沿岸 | 香川県高松市         |
| 香川河川国道事務所         | 道路                | 国道11号 国道30号 国道32号 国道319号 | 香川県高松市         |
| 香川河川国道事務所         | 国営公園管理        | 国営讃岐まんのう公園 | 香川県高松市         |
| 松山河川国道事務所         | 河川                | 重信川 | 愛媛県松山市         |
| 松山河川国道事務所         | ダム管理            | 石手川ダム（重信川水系石手川） | 愛媛県松山市         |
| 松山河川国道事務所         | 道路                | 国道11号 国道33号 国道56号 国道192号 国道196号 国道317号                                                                                  | 愛媛県松山市         |
| 大洲河川国道事務所         | 河川                | 肱川 | 愛媛県大洲市         |
| 大洲河川国道事務所         | 道路                | 国道56号 四国横断自動車道愛南大洲線 | 愛媛県大洲市         |
| 肱川緊急治水対策河川事務所 | 河川(災害復旧工事)  | 肱川 | 愛媛県大洲市         |
| 山鳥坂ダム工事事務所       | ダム建設            | 山鳥坂ダム(肱川水系河辺川) | 愛媛県大洲市         |
| 高知河川国道事務所         | 河川                | 物部川 仁淀川 | 高知県高知市         |
| 高知河川国道事務所         | 海岸                | 高知県海部灘沿岸、土佐湾沿岸及び豊後水道東沿岸                                                                                            | 高知県高知市         |
| 高知河川国道事務所         | 道路                | 国道56号 | 高知県高知市         |
| 中村河川国道事務所         | 河川                | 渡川 | 高知県四万十市       |
| 中村河川国道事務所         | 道路                | 国道56号 四国横断自動車道阿南四万十線 | 高知県四万十市       |
| 土佐国道事務所             | 道路                | 国道32号 国道33号 国道55号 国道56号 国道493号 四国横断自動車道阿南四万十線                                                                | 高知県高知市         |
| 吉野川ダム統合管理事務所   | 河川                | 銅山川 | 徳島県三好市         |
| 吉野川ダム統合管理事務所   | ダム群連携          | 吉野川上流ダム群 早明浦ダム（吉野川） 池田ダム（吉野川） 富郷ダム(吉野川水系銅山川) 柳瀬ダム(吉野川水系銅山川) 新宮ダム(吉野川水系銅山川) | 徳島県三好市         |
| 吉野川ダム統合管理事務所   | ダム管理            | 早明浦ダム 池田ダム | 徳島県三好市         |
| 肱川ダム統合管理事務所     | ダム群連携 ダム管理 | 肱川上流ダム群 野村ダム（肱川） 鹿野川ダム（肱川）                                                                                        | 愛媛県西予市         |
| 渡川ダム統合管理事務所     | ダム群連携 ダム管理 | 渡川上流ダム群 中筋川ダム（渡川水系中筋川） 横瀬川ダム（渡川水系横瀬川）                                                                  | 高知県宿毛市         |
| 大渡ダム管理所             | ダム管理            | 大渡ダム（仁淀川） | 高知県吾川郡仁淀川町 |
| 四国技術事務所             | 建設技術            | | 香川県高松市         |
| 高松港湾・空港整備事務所   | 港湾整備 空港整備   | 高松港 坂出港 高松空港 | 香川県高松市         |
| 小松島港湾・空港整備事務所 | 港湾整備 空港整備   | 徳島小松島港 徳島空港 | 徳島県小松島市       |
| 松山港湾・空港整備事務所   | 港湾整備 空港整備   | 松山港 今治港 三島川之江港 松山空港 | 愛媛県松山市         |
| 高知港湾・空港整備事務所   | 港湾整備 空港整備   | 高知港 須崎港 宿毛湾港 室津港 上川口港 高知空港                                                                                           | 高知県高知市         |
| 高松港湾空港技術調査事務所 | 港湾・空港技術      | | 香川県高松市         |

- 廃止組織
  - 中筋川総合開発工事事務所(2020年(令和2年)3月31日廃止)[2]
  - 野村ダム管理所(2020年(令和2年)3月31日廃止)[2]